# Színmélység
A színmélység, bitmélység, néha mint színfelbontás utalhat az egyetlen képpont színét meghatározó bitek számára egy rasztergrafikus képen vagy video-keretpufferben (frame buffer),vagy utalhat a képpont egyetlen színkomponensét meghatározó bitek számára is.
A digitális hangnál a bitmélység a hang dinamikatartományával arányos.
A szórakoztatóelektronikai videoszabványok, mint a High Efficiency Video Coding esetében a bitmélység a színkomponensenként felhasznált bitek számára utal. Ha az egyes képpontokra utalunk, a bits per pixel (bpp, bit per képpont) kifejezés használatos, ami a képpontonként használt bitek számát jelzi. Ha a színkomponensekre utalunk, a bits per channel (bpc, bit per csatorna), bits per color (bpc, bit per szín) vagy bits per sample (bps bit per minta) kifejezések elterjedtek. A színmélység a színmegjelenítésnek csak egyetlen aspektusa, ami kifejezi, hogy mennyire „finoman” lehetséges a színárnyalatok lépcsőzetes megjelenítése (színpontosság); egy másik fontos aspektus, hogy milyen „széles” színskála fejezhető ki (gamut). 
Mind a színpontosság, mind a színskála (gamut) meghatározása egy színkódolási specifikációval történik, ami összerendeli a digitális értékeket egy-egy a színtérben elfoglalt hellyel.

## Indexelt szín
Viszonylag alacsony színmélységnél a tárolt érték általában egy index, ami egy színtérkép vagy színpaletta értékére mutat. A palettán rendelkezésre álló színek lehetnek hardveresen rögzítettek vagy a hardver korlátain belül változtathatók – például mind a színes Macintosh rendszerek és a VGA-val felszerelt IBM PC-k 256 színt lehetővé tevő 8 bitet használtak a kevés videomemória miatt, de míg a legjobb VGA rendszerekben is csak 18 bites (262 144 színből álló) színskálából lehetett ezt a 256 színt kiválasztani, valamennyi Macintosh videohardver 24 bites (16 millió színű) színskálából tette lehetővé a választást.

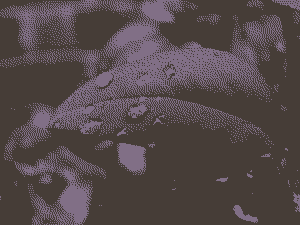
1 bit (2 szín)

- 1 bites szín (21 = 2 szín): monokróm, gyakran fekete-fehér; kompakt Macintoshok, Atari ST.
- 2 bites szín (22 = 4 szín): CGA, korai szürkeárnyalatos NeXTstation, színes Macintoshok, Atari ST.

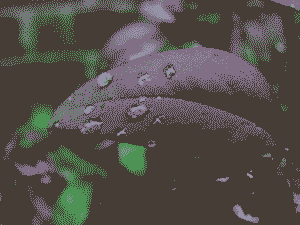
2 bit (4 szín)

- 3 bites szín (23 = 8 szín): korai, tévékimenettel ellátott otthoni számítógép, köztük a ZX Spectrum és a BBC Micro

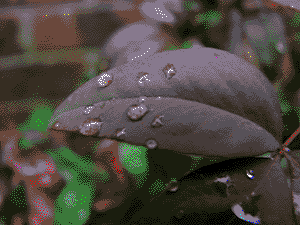
4 bit (16 szín)

- 4 bites szín (24 = 16 szín): az EGA és magasabb felbontáson a közös nevezőnek számító VGA-szabvány; színes Macintoshok, Atari ST, Commodore 64, Amstrad CPC.
- 5 bites szín (25 = 32 szín): az Amiga eredeti csipkészlete (Original Chip Set)
- 6 bites szín (26 = 64 szín): az Amiga eredeti csipkészlete, Extra Half-Brite üzemmód

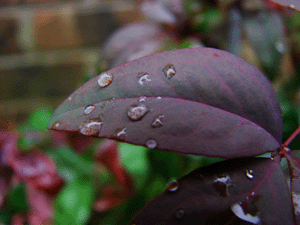
8 bit (256 szín)

- 8 bites szín (28 = 256 szín): korai színes Unix munkaállomások, alacsony felbontású VGA, Super VGA, színes Macintoshok, Atari TT, AGA, Falcon030.
- 12 bites szín (212 = 4096 szín): egyes Silicon Graphics rendszerek Neo Geo, színes NeXTstation rendszerek, Amiga rendszerek HAM üzemmódban.

Régi grafikus csipekben, főleg azokban, amiket videójáték-konzolokba és otthoni számítógépekbe építettek, gyakran még egy palettázási szint található, hogy egyidejűleg több színt legyenek képesek megjeleníteni. Például a ZX Spectrum a képeket kétszínű formátumban tárolta, de minden 8×8-as blokkban külön definiálni lehetett, hogy melyik két színt jelenítse meg.

## Direkt szín
Ahogy a bitek számát növeljük, úgy lesz egyre kevésbé praktikus színtérképen vagy palettán számon tartani a felhasznált színeket. Így aztán nagyobb színmélységnél jellemzően a szín értékét közvetlenül a piros, zöld és kék szín relatív fényességével határozzák meg az RGB színtéren belül. Más színterek is használhatók természetesen.
Egy tipikus számítógép-monitor/videókártya-kombináció 8 bites színfelbontást (256 kimeneti szintet) ér el R/G/B színcsatornánként, ami egy összességében 24 bites színteret eredményez (vagy 32 bitet, az alpha átlátszósági bitekkel, aminek kevés köze van a színpontossághoz); korábbi szabványok 6 bites színfelbontást (64 kimeneti szintet) értek el; a DVD-Video és blu-ray disc szabványok pedig támogatják a színenként 8 bites YCbCr megoldást 4:2:0 chroma subsamplinggel (színtérkép-színfelbontás csökkentése).

### 8 bites szín
Egy nagyon korlátozott képességű, de azért valódi direkt színekkel működő rendszerben 3 bit (8 különböző árnyalat) lehetséges az R és a G komponenseken, a bájt maradék 2 bitje (4 különböző árnyalat) pedig a B komponensre marad, így 256 (8×8×4) színt lehetővé téve. Az emberi szem kevésbé érzékeny a kék komponensére, mint akár a pirosra vagy a zöldre (a szem receptorainak kétharmada a hosszabb hullámhosszakon érzékenyebb)), ezért kapja a kék a kevesebb bitet. Többek között az 1990-es évek közepén, az MSX2 sorozatú otthoni számítógépeken volt használatos.
Nem tévesztendő össze a 8 bites direkt szín a 8 bpp színmélységű indexelt színnel (bár utóbbi rendszerek képesek szimulálni a 8 bites direkt színt megfelelő tábla kiválasztásával).

### High color (15/16 bit)
A high color színmélység 15/16 bitet jelent a három RGB színre elosztva. A 16 bites direkt színnél 4 bit (16 lehetséges szint) jut az R, G és B komponenseknek, valamint opcionálisan 4 bitnyi alpha (átlátszóság), ami 4096 (16×16×16) különböző színt jelent 16 átlátszósági szinttel. Más rendszereken 5 bit (32 lehetséges szint) jut az egyes színkomponensekre és csak 1 bit alpha (32×32×32=32 768 szín, átlátszó vagy nem); vagy lehetséges 5 bit piros, 6 bit zöld és 5 bit kék, azaz 65 535 szín átlátszóság nélkül. Ezeket a színmélységeket néha apró, színes kijelzővel ellátott eszközökben használják, pl. mobiltelefonokban.
Néha a színkomponensenként 5 bitet elérő variánsokat nevezik high colornak, mivel ezek már  megfelelőnek tekinthetők fotografikus képek megjelenítéséhez.

### 18 bit
Csaknem minden, nagyon olcsó kategóriás LCD-kijelző (amilyenek a tipikus csavart nematikus típusúak) 18 bites színt jelenít meg (64×64×64=262 144 színárnyalat) a gyorsabb színváltás elérésére, és vagy ditheringgel vagy frame rate controllal (FRC, továbbfejlesztett képkocka-vezérlés vagy időbeli dithering) közelítik meg a 24 bpp true colort, vagy egyszerűen eldobnak 6 bitnyi színinformációt. A drágább LCD kijelzők (jellemzően IPS panelek) képesek 24 bit vagy nagyobb színmélység megjelenítésére.

### True color (24 bit)

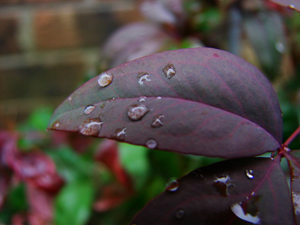
24 bit (szín, „true color”)

A true color („valódi szín”) 24 bitet jelent a három RGB színre elosztva. Lehetőséget nyújt képi információ digitális tárolására és megjelenítésére az RGB színtérben olyan módon, hogy a jó minőségű fotók és komplex grafikák számára szükséges igen nagy számú fokozatot és színárnyalatot kezelni tudja. Általában a true color definíció szerint a piros, zöld és kék színek egyenként legalább 256 árnyalatát jelenti, összesen 16 777 216 variációt. Az emberi szem összesen kb. 10 millió színt képes megkülönböztetni.

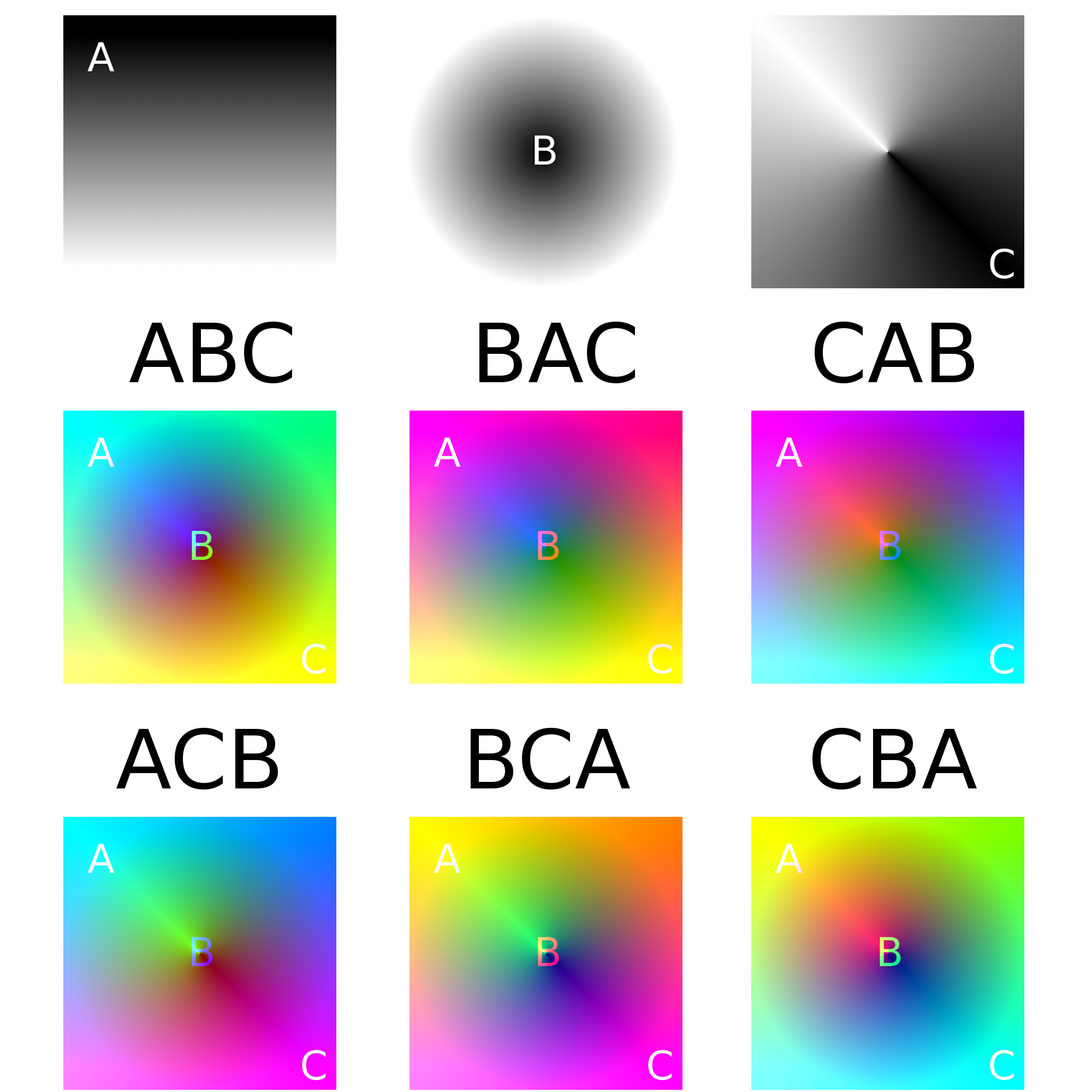
Három különböző szürkeárnyalatos képből (A, B és C) különböző sorrendben megkomponált színes képek.

A „true color” utalhat olyan RGB megjelenítési módra is, ami nem igényel színfeloldó táblázatot (color look-up table, CLUT).
Minden képponthoz általában színcsatornánként egy bájt tartozik, míg a negyedik bájt (ha jelen van), az alpha csatorna adatát tartalmazza vagy egyszerűen figyelmen kívül van hagyva. A bájtsorrend szinte minden esetben RGB vagy BGR. Egyes rendszerek több mint 8 bitet használnak csatornánként, ezeket szintén true colornak hívjuk (például 48 bites true color lapolvasó).
Még a true color színfelbontást használva is előfordulnak olyan monokróm (egy alapszínt tartalmazó), és így egy színcsatorna 256 árnyalatára korlátozódó képek, melyeknél poszterizációs/csíkozódási hibák láthatók.
A true color megjelenítés, mivel az RGB színmodellre épül, nem képes az RGB színtéren (általában sRGB) kívül első színek kifejezésére.
A Macintosh rendszereken a 24 bites színre általában úgy utalnak, hogy „több millió szín” (millions of colors).
Jelenleg (2013) a modern asztali GUI-k nagy része (Mac OS X, GNOME, KDE, Windows XP/Vista/7/8 stb.) kínál 24 bites true color lehetőséget 8 bit alphával, amit általában „32 bites színnek” vagy RGBA színtérnek neveznek. Ezeken a rendszereken a 8/16/24 bites üzemmódra váltás általában letiltja az átlátszósági/áttetszőségi effektusokat (a színmélység csak 8/16 bites színre váltáskor csökken ténylegesen).

### Deep color (30/36/48 bit)
A deep color („mély szín”) olyan színskála, ami egymilliárd vagy annál több színárnyalatból áll össze.  
Az xvYCC, sRGB és az YCbCr színterek használhatók deep color rendszerekkel.
A deep color 30/36/48 biten tárolja a három RGB szín árnyalatait. A színcsatornánként 10 bitet kezelni képes videókártyák (30 bites RGB) az 1990-es évek végén jelentek meg a piacon. Egy korai példa erre a Radius cég által a Macintosh gépekhez gyártott ThunderPower videókártya, amihez a 30 bites képek szerkesztését segítő QuickDraw és Adobe Photoshop pluginek is jártak.
Vannak olyan rendszerek, amelyik a 32 biten tárolt képpontok esetében 24-nél több bitet használnak a tényleges színkódolásra; ezek legtöbbjénél a 30 bites színmélység mellett megmaradó 2 bit csak kitöltésre szolgál.
Bár egyes csúcskategóriás grafikus munkaállomások (amilyeneket pl. a Silicon Graphics forgalmazott) mindig is 8-nál több bitet, általában 12-t vagy 16-ot használtak színcsatornánként, ezek a színmélységek csak az utóbbi időben jutottak el az általános célú gépek piacára.
Vannak 64 bites színmélységű képformátumok, melyek 48 bites tényleges színinformációt és 16 bit alpha csatornát tartalmaznak.
Ahogy a bitmélység színcsatornánként 8 bit fölé kúszik, egyes rendszerek az extra biteket a nagyobb intenzitástartomány kifejezésére használják, ami pl. a HDR fotók megjelenítéséhez kellhet.
Lebegőpontos számokkal kifejezhetők a „teljesen” fehér és fekete színnél világosabb, illetve sötétebb színek. Így lehetővé válik egy képen és színtéren belül a nap intenzitását és a mély árnyékokat is alacsony torzítással megjeleníteni, akár a kép intenzív szerkesztése után. Több modell létezik ezeknek a tartományoknak a leírására, ezek egy része 32 bites pontosságot kezel színcsatornánként. 1999-ben az Industrial Light & Magic megjelentette az OpenEXR nyílt szabványú képfájlformátumot, ami csatornánként 16 bitet, félpontosságú lebegőpontos formátumot használt.
A High Efficiency Video Coding (HEVC) szabványban meghatározott Main 10 profile 8–10 bit színmélységet engedélyez csatornánként, 4:2:0 chroma subsamplinggel. A színcsatornánkénti 8 bit 256, míg a 10 bit 1024 árnyalat megkülönböztetését teszi lehetővé alapszínenként (összesen 16,78 millió, illetve 1,07 milliárd színt). A Main 10 profile-t a 2012. októberi HEVC értekezleten hagyták jóvá a JCTVC-K0109 számú javaslat alapján, ami a 10 bites profilt támogatta a HEVC szórakoztatóipari alkalmazásai számára. A javaslat leszögezte, hogy a Main 10 profile célkitűzése a javított videominőség mellett az UHDTV által is használt Rec. 2020 színtér támogatása.

## Iparági támogatás
A HDMI 1.3 specifikáció a következő színmélységeket határozza meg: 30 bit (1,073 milliárd szín), 36 bit (68,71 milliárd szín) és 48 bit (281,5 billió szín). 
Emiatt a 2006 után gyártott Nvidia grafikus kártyák támogatják a 30 bites deep colort, ahogy egyes Radeon HD 5900 modellek, köztük a HD 5970. Az ATI FireGL V7350 grafikus kártya támogatja a 40 bites és a 48 bites színmélységet.
A DisplayPort specifikáció is támogatja a 24 bpp-nél nagyobb színmélységeket.
A 2008-as WinHEC konferencián a Microsoft bejelentette, hogy a Windows 7 támogatni fogja a 30 és a 48 bites színmélységeket, továbbá a széles színspektrumú scRGB színteret (ami konvertálható xvYCC kimenetre).

### A televízió színei
Gyakorlatilag az összes televízió vagy monitor képernyője a három alapszín: a piros, zöld és kék színek erősségének változtatásával jeleníti meg a színes képeket. Az élénksárga színt például a nagyjából azonos erősségű piros és zöld keveréke adja, ha kék színből csak nagyon keveset vagy egyáltalán semennyit se kevernek hozzá.
Az alapszínek számának növelésével lehetőség van a kijelző által reprodukálni képes színskála kiterjesztésére. Újabb módszerekkel, amilyen a Texas Instruments BrilliantColor technológiája legfeljebb három új alapszínnel bővíti a tipikus RGB csatornákat: a cián, bíborvörös és sárga színekkel.
A Mitsubishi, a Samsung és néhány másik gyártó egyes TV-készülékeiben található meg ez a kijelezhető színek kibővítésére szolgáló technológia. A Sharp Aquos tévé-termékvonalban alkalmazták először a Quattron technológiát, ami a szokásos RGB pixelkomponenseket egy sárga szubpixellel egészíti ki.
Az analóg katódsugárcsöves monitorok, legyenek akár színesek vagy monokrómok bemenetén folytonos feszültségtartományban lehetnek a jelek, nincsenek tehát a használható intenzitásértékeknek diszkrét értékeik. A szóban forgó jeleknél így viszont számolni kell az átvitel zajával.

## Fordítás
- Ez a szócikk részben vagy egészben a Color depth című angol Wikipédia-szócikk ezen változatának fordításán alapul.  Az eredeti cikk szerkesztőit annak laptörténete sorolja fel. Ez a jelzés csupán a megfogalmazás eredetét és a szerzői jogokat jelzi, nem szolgál a cikkben szereplő információk forrásmegjelöléseként.